# Stazione di Crescentino
La stazione di Crescentino è una stazione ferroviaria posta sulla linea Chivasso-Alessandria. Serve il centro abitato di Crescentino.

## Storia
La stazione di Crescentino venne attivata il 30 aprile 1887, all'apertura della linea da Chivasso a Casale.

## Strutture e impianti
Il fabbricato viaggiatori è un edificio a due piani ad oggi in stato di degrado.                            
La stazione, gestita da Rete Ferroviaria Italiana, conta tre binari, usati per il servizio passeggeri; in passato era presente uno scalo merci dotato di magazzino.
In passato la stazione offriva anche il servizio di biglietteria, composto da un totale di 2 sportelli.

## Movimento
La stazione è servita da treni regionali svolti da Trenitalia nell'ambito del contratto di servizio stipulato con la regione Piemonte.

## Servizi
La stazione, che RFI classifica nella categoria "Silver", dispone dei seguenti servizi:
- Sala d'attesa
- Servizi igienici
- Bar
- Tabacchi